# Hisjön
För andra betydelser, se Hisjön (olika betydelser).
Hisjön är en sjö i Älvdalens kommun i Dalarna och ingår i Dalälvens huvudavrinningsområde. Sjön har en area på 0,174 kvadratkilometer och ligger 714,2 meter över havet.

## Delavrinningsområde
Hisjön ingår i det delavrinningsområde (687684-131637) som SMHI kallar för Ovan Stupån. Medelhöjden är 680 meter över havet och ytan är 22,07 kvadratkilometer. Räknas de 8 avrinningsområdena uppströms in blir den ackumulerade arean 177,06 kvadratkilometer. Guttan som avvattnar avrinningsområdet har biflödesordning 2, vilket innebär att vattnet flödar genom totalt 2 vattendrag innan det når havet efter 501 kilometer. Avrinningsområdet består mestadels av skog (89 procent). Avrinningsområdet har 0,18 kvadratkilometer vattenytor vilket ger det en sjöprocent på 0,8 procent.